# سیارک ۹۲۲۲
سیارک ۹۲۲۲ (به انگلیسی: 9222 Chubey، نامگذاری:1995YM)۹۲۲۲مین سیارک کشف شده‌است که در ۱۹ دسامبر ۱۹۹۵ کشف شد.